# چاه تلخآب علیا
چاه تلخآب علیا، روستایی از توابع بخش بوستان شهرستان باشت در استان کهگیلویه و بویراحمد ایران است.

## جمعیت
این روستا در دهستان بابوئی قرار دارد و براساس سرشماری مرکز آمار ایران در سال ۱۳۹۵، جمعیت آن ۳۶۹ نفر (۱۰۰خانوار) بوده است.